# Патария
Пата́рия — средневековое религиозное движение в североитальянских городах XI века. Получило своё название по наименованию одного из кварталов Милана (Pataria — барахолка, рынок старьёвщиков), который был центром этого движения. Приняло форму религиозной борьбы за Клюнийскую реформу, являлось выступлением ремесленников, городской бедноты против духовенства и сеньоров, тесно связанных с ломбардским духовенством. Было подавлено к 80-м годам XI века. Патария способствовала образованию городских коммун в Северной Италии (XI — начало XII в.). Дала название ереси патаренов, распространившейся в городах Ломбардии.

## История
В начале 1057 года проповедник по имени Ариальд прибыл в Милан и начал проповедовать против обычая миланских клириков вступать в брак. Возможно, он воспользовался отсутствием в это время архиепископа Милана Гвидо да Велате, который в августе находился в Германии на Трибурском соборе.
Миланское духовенство было обеспокоено попыткой Ариальда настроить город против них и отправило послов к папе Стефану IX в Рим. Услышав об этом, Ариальд сам отправился в Рим. Папа Стефан IX сочувствовал позиции Ариальда и отправил двух послов в Милан, Хильдебранда из Сованы (позже папу Григория VII) и Ансельма из Баджо (позже папу Александра II). Ариальд также вернулся в Милан и теперь начал критиковать практику симонии миланскими клириками, что привело к городским беспорядкам. Близкий соратник Ариальда Ландульф Котта подвергся нападению и позже скончался от полученных ран.
В 1059 году Ариальд снова отправился в Рим за советом; Папа Стефан IX снова отправил послов в Милан, на этот раз Петра Дамиани и снова Ансельма Баджо, но это не помогло успокоить беспорядки в городе. В 1063 году брат Ландульфа Котты Эрлембальд отправился в Рим, где получил папское знамя от новоизбранного Папы Александра II в поддержку движения Патария. В 1066 году Папа Александр II окончательно отлучил архиепископа Гвидо. Однако Гвидо использовал это отлучение, чтобы разжечь гнев граждан против Патаренов на публичном собрании, и Ариальд был сначала изгнан из города Милана, а затем убит в июне 1066 года.
Однако, когда тело Ариальда было найдено в мае 1067 года, оно быстро стало объектом культа, и общественное мнение в Милане снова качнулось в пользу Патарии. Архиепископ Гвидо был вынужден покинуть город, оставив его под контролем Эрлембальда, и Александр II официально провозгласил Ариальда святым в 1068 году.
Архиепископ Гвидо ушел в отставку в 1068 году в пользу своего соратника Готофредо да Кастильоне, которого также поддерживал император Генрих IV. Однако папство и Патария поддержали другого кандидата в архиепископы — Аттона, а папа Григорий VII отлучил Готофредо в 1074 году.
Беспорядки в Милане привели к убийству Эрлембальда в 1075 году, и после этого движение Патарии потеряло большую часть своей энергии. Однако споры о назначении архиепископа Милана продолжались и способствовали политической напряженности между императором Генрихом IV и папой Григорием VII.